# 屈洞村
屈洞村是中华人民共和国广东省广州市从化区太平镇所辖的一个行政村。村委会设在屈洞，位于太平圩东面约2.5千米。1958年人民公社化时成立大队，属高埔农场管辖。1961年成立屈洞大队，因驻屈洞自然村得名。1983年12月改称乡，1987年1月改称村。辖4条自然村（屈洞、罗洞庄、塱口、细林）。1998年时，全村共有639户，人口2764人。